# Stade de la Frontière (Esch-sur-Alzette)
 (avril 2025).
Si vous disposez d'ouvrages ou d'articles de référence ou si vous connaissez des sites web de qualité traitant du thème abordé ici, merci de compléter l'article en donnant les références utiles à sa vérifiabilité et en les liant à la section « Notes et références ».
Le stade de la Frontière est un stade de football luxembourgeois basé à Esch-sur-Alzette. Ce stade de 5 400 places accueille les matchs à domicile de l'AS La Jeunesse d'Esch, club évoluant en BGL Ligue.

## Matchs internationaux
Le stade de la Frontière a accueilli un certain nombre de matchs internationaux de l'équipe du Luxembourg.
| Date             | Opposant           | Score | Compétition                            | Affluence |
| ---------------- | ------------------ | ----- | -------------------------------------- | --------- |
| 21 mai 1927      | Angleterre         | D 2-5 | Amical                                 | 3 789     |
| 22 octobre 1972  | Turquie            | V 2-0 | Qualifications Coupe du monde Groupe 2 | 3 960     |
| 23 octobre 1979  | Suède              | N 1-1 | Qualifications Euro 1980 Groupe 5      | 1 120     |
| 26 mars 1980     | Uruguay            | D 0-1 | Amical                                 | 1 500     |
| 11 mars 1984     | Turquie            | D 1-3 | Amical                                 | 8 000     |
| 17 novembre 1984 | Allemagne de l'Est | D 0-5 | Qualifications Coupe du monde Groupe 4 | 1 179     |
| 2 décembre 1987  | Écosse             | N 0-0 | Qualifications Euro 1988 Groupe 7      | 2 300     |
| 18 octobre 1988  | Tchécoslovaquie    | D 0-2 | Qualifications Coupe du monde Groupe 7 | 1 826     |
| 28 mars 1990     | Islande            | D 1-2 | Amical                                 | 400       |